# Agrale Marruá AM
Agrale Marruá AM - seria samochodów wojskowych i terenowych produkowanych przez firmę Agrale w Brazylii. Pojazdy są budowane z myślą o jeździe poza drogami utwardzonymi. Konstrukcja jest zbudowana głównie ze stali.Dzięki wysokoprężnemu silnikowi produkcji MWM osiąga prędkość maksymalną 128 km/h.

## Modele[2]
Cywilne:
- Marruá AM100 - najmniejszy model w gamie cywilnej dostępny w wersjach dwu- i czterodzwiowej (AM100 CD).
- Marruá AM150 - model nieco większy od AM100 dostępny również w wersjach dwu- i czterodzwiowych (AM150 CD).
- Marruá AM200 - model średniej wielkości dostępny w trzech wersjach dwu- i czterodzwiowej (AM200 CD) oraz w wersji całkowicie zabudowanej (Microbus)
- Marruá AM300 - największy model Agrale w ofercie cywilnej, dostępny tylko w dwudrzwiowej wersji.

Wojskowe:
- Marruá AM2 - najmniejszy, dwudrzwiowy model o charakterze samochodu terenowego.
- Marruá AM11 - model o charakterze samochodu terenowego, w wersji czterodrzwiowej oraz w czterech wersjach wyposażeniowych - AM11, AM11 REC, AM11 VTNE, AM11 VTL REC
- Marruá AM21 - dwudrzwiowy pojazd o wadze 3/4 tony, model średniej wielkości.
- Marruá AM23 - model dwudrzwiowy w trzech wersjach - 3/4 tony, CD, CDCC.
- Marruá AM31 - model w charakterze pick-upa z lat 80. o wadze 1500 kg.
- Marruá AM41 - jedyny w gamie samochód ciężarowy, największy pojazd w całkowitej gamie.